# توجيه ذاتي
التوجيه الذاتي هو سمة شخصية تشير إلى تقرير المصير، أي، القدرة على تنظيم وتكييف السلوك على متطلبات موقف ما لتحقيق الأهداف والقيم الشخصية المختارة. وهو أحد أبعاد "الشخصية" المذكورة في نموذج كلونينغر لـالحالة المزاجية ومخزون الشخصية (TCI). وصف كلونينغر التوجيه الذاتي بأنه "قوة الإرادة", المعرّفة على أنها "المفهوم المجرد المجازي لوصف المدى الذي وصل إليه الشخص في تعريف الذات التخيلية على أنها الفرد الكامل المتكامل الهادف، وليس مجموعة من الدوافع التفاعلية غير المنظمة. وقد توصل بحث كلونينغر إلى أن انخفاض التوجيه الذاتي يعد صفة مشتركة رئيسية في الاضطراب الشخصي بوجه عام. يرتبط التوجيه الذاتي من الناحية المفاهيمية بـموضع السيطرة. أي أن انخفاض التوجيه الذاتي مرتبط بموضع السيطرة الخارجي، بينما يرتبط ارتفاع التوجيه الذاتي بموضع السيطرة الداخلي.; وفي نموذج عناصر الشخصية الخمسة، يرتبط التوجيه الذاتي ارتباطًا قويًا عكسيًا بـالتنبه العصبي وارتباطًا قويًا إيجابيًا بـالاجتهاد.

## المكونات
يتكون التوجيه الذاتي في نموذج الحالة المزاجية ومخزون الشخصية من خمسة مقاييس فرعية:
1. المسؤولية مقابل اللوم (SD1)
2. العزيمة مقابل الافتقار إلى توجيه الهدف (SD2)
3. الدهاء مقابل الجمود (SD3)
4. الرضا عن النفس مقابل السعي الذاتي (SD4)
5. الطبيعة الثانية المنسجمة مقابل العادات غير المنسجمة (SD5)

قام كلونينغر بمقارنة المقياس الأول بمفهوم روتر عن موضع السيطرة. فالأشخاص الذين يكون لديهم موضع السيطرة داخليًا يميلون إلى تحمل مسؤولية أفعالهم ولديهم عزيمة على حل المشاكل. والأشخاص الذين يكون لديهم موضع السيطرة خارجيًا يميلون إلى اللامبالاة وإلقاء اللوم على الآخرين أو الحظ السيئ بسبب مشاكلهم. وفيما يتعلق بالمقياس الثاني، ذكر كلونينغر أن فيكترو فرانكل كان يعتقد أن الهدف المجدي هو المفتاح الرئيسي لتحفيز الكبار وأن الوفاء بالمعنى كان أكثر أهمية من الدوافع المرضية. ربط كلونينغر المقياس الثالث بمفهوم باندورا الخاص بـالكفاءة الذاتية، الذي يؤمن بقدرة المرء على النجاح في سلوك الهدف الموجه. وفيما يتعلق بالمقياس الرابع، قال كلونينغر إن تقدير الذات وقبول واقع حدود المرء يعد أمرًا هامًا لتطور السلوك التوجيهي لدى الشخص الناضج. من ناحية أخرى، عادةً ما ترتبط أوهام الطفولة عن القدرة غير المحدودة والخلود بسوء التكيف والشعور بالدونية. وقد ارتبط المقياس الخامس بالاعتقاد المرتبط بـاليوجا ذلك أن استزراع الأهداف والقيم لفترة طويلة يحول السلوك المجهد إلى «طبيعة ثانية» لذلك حتى يتصرف الشخص تلقائيًا بطريقة تتماشى مع أهدافهم وقيمهم الأعمق.

## علم الأمراض النفسية
يرى الباحثون أن اجتماع التوجيه الذاتي المنخفض وروح التعاون المنخفضة يشكل عاملاً عامًا مشتركًا لجيمع الاضطرابات الشخصية. ويبدو أن التوجيه الذاتي المنخفض هو المؤشر الأهم بين سمات الحالة المزاجية ومخزون الشخصية على وجود اضطراب في الشخصية. ويميل التوجيه الذاتي إلى الارتباط بالحالة المزاجية الأكثر تعثرًا، خاصة الاكتئاب. وجد الباحثون أن غير المستجيبين لـمضادات الاكتئاب قد سجلوا درجة منخفضة في التوجيه الذاتي مقارنة بمن استجابوا لهذه المضادات، سواء قبل أو بعد المعالجة، بينما سجل المستجيبون درجة طبيعية في التوجيه الذاتي بعد المعالجة. تم وصف مزيج التوجيه الذاتي المنخفض وروح التعاون المنخفضة والسمو الذاتي بأنه أسلوب «اضطراب الشخصية الفصامية» من قبل كلونينغر وزملائه ووُجد أنه مرتبطة بارتفاع مستويات الاسكيزوتيبي (الميل إلى الأعراض الذهانية). كما وُجد أن التوجيه الذاتي المنخفض يرتبط بارتفاع مستويات القابلية التنويمية، وقد تم ربط الأخير أيضًا بمظاهر الاسكيزوتيبي.